# 1792 год в литературе

## Книги
- «Бедная Лиза» — повесть Николая Карамзина (отдельное издание — 1796)[1].
- «Наталья, боярская дочь» — повесть Николая Карамзина[2].
- «Письма русского путешественника» — произведение Николая Карамзина.
- «Полидор, сын Кадма и Гармонии» — роман Михаила Хераскова.
- «Прекрасная царевна и счастливый карла» — произведение Николая Карамзина.
- «La mère coupable» — пьеса Бомарше.

## Родились
- 15 марта — Виржини Ансело, французская писательница, драматург, мемуаристка (умерла в 1875).
- 16 марта — Михаил Васильевич Милонов, русский поэт (умер в 1821).
- 17 апреля — Василий Иванович Козлов, русский поэт, журналист, критик (умер в 1825).
- 25 апреля — Джон Кебл (John Keble), английский религиозный деятель и поэт (умер в 1866).
- 7 мая — Янез Циглар, словенский писатель и поэт (умер в 1869)
- 23 июля — Пётр Андреевич Вяземский, русский поэт и литературный критик (умер в 1878).
- 21 августа — Пётр Александрович Плетнёв, русский поэт и литературный критик (умер в 1866).
- 3 октября — Юзеф Дионизий Минасович, польский поэт (умер в 1849).
- 18 декабря — Уильям Хоувит (ум. 1879) — английский писатель и историк; муж писательницы Марии (Ботам) Хоувит; (1799—1888).

## Умерли
- 18 мая — Шарль Симон Фавар (Charles-Simon Favart), французский драматург (родился в 1710).
- 4 июня — Якоб Михаэль Рейнхольд Ленц (Jakob Michael Reinhold Lenz), немецкий писатель и драматург (родился в 1751).
- 2 сентября — Жак-Франсуа Лефран, французский духовный писатель (род. 1739).
- 24 ноября — Вильгельм Людвиг Вехрлин, немецкий журналист, публицист и писатель.
- 12 декабря — Денис Иванович Фонвизин, русский писатель (родился в 1744 или 1745).